# Abraham Groot
Abraham Groot, född omkring 1664, död 1734, var en svensk borgmästare, riksdagsledamot och politiker.

## Biografi
Abraham Groot föddes omkring 1664. Han var borgmästare i Säters stad och mellan 1714 och 1725 postmästare i staden. Groot avled 1734.
Groot var riksdagsledamot för borgarståndet i Säter vid riksdagen 1719 och riksdagen 1723.
Groot gifte sig med Elisabet Björling. De fick tillsammans sonen och rådmannen Olof Groot (1692–1783) i Säter.